# Рейн-Дунайський коридор
Коридор Рейн–Дунай (раніше відомий як коридор Сена–Дунай і коридор Страсбург–Дунай) є дев'ятою з десяти пріоритетних осей Транс'європейської транспортної мережі.

## Опис
Коридор Страсбург–Дунай це мережа маршрутів від Сени до Дунаю вздовж трьох осей та через наступні європейські міста (див. маршрут блакитним на офіційній карті TEN-T, опублікованій на веб-сайті Європейського Союзу, який можна побачити нижче на Примітка).
- Страсбург — Штутгарт — Мюнхен — Вельс / Лінц
- Страсбург — Мангейм — Франкфурт — Вюрцбург — Нюрнберг — Регенсбург — Пассау — Вельс/Лінц
- Вельс/Лінц — Відень — Будапешт — Арад — Брашов — Бухарест — Констанца — Суліна